# アゥルタネース
アゥルタネース（アイスランド語: Álftanes、「白鳥の岬」の意）は、レイキャヴィークの東から突き出している半島、およびその半島にある村である。2008年7月1日時点での人口は2,455人である。
この村には、ベッサスタージルと呼ばれるアイスランド大統領の公邸がある。